# Ernest Broșteanu
Ernest Broșteanu (n. 24 ianuarie 1869, Roman - d. 6 iunie 1932) a fost unul dintre generalii Armatei României din Primul Război Mondial. 
A îndeplinit funcții de comandant de regiment și divizie în campaniile anilor 1916, 1917, și 1918.
A fost decorat cu Ordinul „Mihai Viteazul”, clasa III, pentru modul cum a condus Regimentul 53 Infanterie în luptele din Dobrogea, de la începutul campaniei din 1916, fiind unul din cei doisprezece ofițeri care au fost primii decorați cu acest ordin (Brevetul nr. 2).
„Pentru că fiind trimis de comandantul Diviziei să degajeze în stânga Diviziei a II-a cu regimentul său a știut să înflăcăreze pe soldați în așa grad, că ei au pornit la atac cântând. A fost rănit în fruntea regimentului, în ziua de 3 septembrie 1916 în lupta de la sud de Arabagi-Dobrogea.”
Înalt Decret no. 2970 din 28 septembrie 1916:p. 52
După război, generalul Ernest Broșteanu a ocupat o serie de poziții importante în armată, cum ar fi acelea de comandant al Corpului Grănicerilor (10 februarie 1922 - 1 octombrie 1929) sau Inspector General al Infanteriei  (1929-1930).

## Biografie
Ernest Broșteanu s-a născut la Roman în anul 1869. S-a căsătorit la 3 noiembrie 1894 cu Maria Carp, de care a divorțat trei ani mai târziu, la 10 mai 1897. S-a recăsătorit cu Olga A. Duca, la 12 iulie 1898, cu care a avut doi copii, Ernest și Radu Pavel.

## Cariera militară
După absolvirea școlii militare de ofițeri cu gradul de sublocotenent, Ernest Broșteanu a ocupat diferite poziții în cadrul unităților de infanterie (Regimentul 14 Roman, Regimentul VI Tecuci nr. 24, Regimentul 15 Războieni, Batalionul 4 Vânători) sau în eșaloanele superioare ale armatei (Corpul 3 Armată), cea mai importantă fiind cea de comandant al Școlii fiilor de militari din Iași (1911-1916). Între 1898-1900 a urmat cursurile Școlii Superioare de Război din București.
În perioada Primului Război Mondial, îndeplinit funcțiile de comandant al Regimentului 53 Infanterie în perioada 14/27 august 1916 - 22 decembrie 1916/4 ianuarie 1917 și Diviziei 11 Infanterie, în perioada 23 decembrie 1916/5 ianuarie 1917 - 28 octombrie/11 noiembrie 1918, distingându-se în mod special în cursul Bătăliei de la Mărășești din anul 1917.
În timpul luptelor din Dobrogea a fost grav rănit la 3 septembrie 1916, la sud de Arabagi. Pe când se afla încă în convalescență a fost numit la comanda Diviziei 11 Infanterie, pe care a comandat-o pe toată perioada războiului. În fruntea aceastei mari unități a participat la bătălia de la Mărășești. 
În ianuarie 1918 Divizia 11 Infanterie comandată de generalul Broșteanu a primit misiunea de a intra în Basarabia, în vederea asigurării siguranței depozitelor de materiale militare și a transporturilor pentru front, amenințate de bandele anarhizate de soldați ruși bolșevizați, care se retrăgeau în debandadă.:p. 100
La Chișinău, el conducea cu mână de fier, ignorând de cele mai multe ori Sfatul Țării. A instituit un regim sever bazat pe legea marțială, inclusiv aplicarea pedepsei cu moartea. Când președintele Sfatului Țării l-a informat că execuțiile au fost interzise în Republica Democratică Moldovenească, acesta se spune că a grăit: "Eu sunt judecătorul iar pentru toate crimele se vor aplica pedepse severe".
A trecut în rezervă la 1 octombrie 1930.

## Lucrări
- Învățăminte tactice și strategice din războiul ruso-japonez
- Batalionul de instrucție al corpului de grăniceri, în „Revista Infanteriei”, anul XIII, Nr. 155, Noembrie, 1909[5]

## Decorații
- Ordinul „Coroana României”, în grad de ofițer (1910)
- Medalia „Avântul Țării”, (1914)[2]:p. 436
- Ordinul „Mihai Viteazul”, clasa III, 30 februarie 1917[4]:p. 52
- Legiunea de Onoare, în grad de cavaler (Franța)
- Ordinul Sfântul Stanislas, clasa I (Rusia) (4 septembrie 1917)

În anul 1927 este ales membru de onoare al „Societății pentru învățătura poporului român”, din Iași. O stradă din București îi poartă numele. 

## Galerie

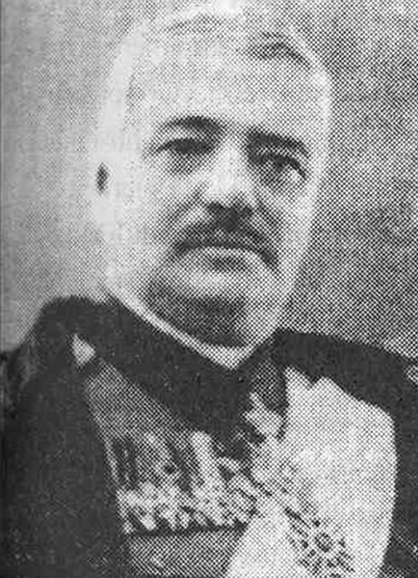
Ernest Broșteanu în 1916
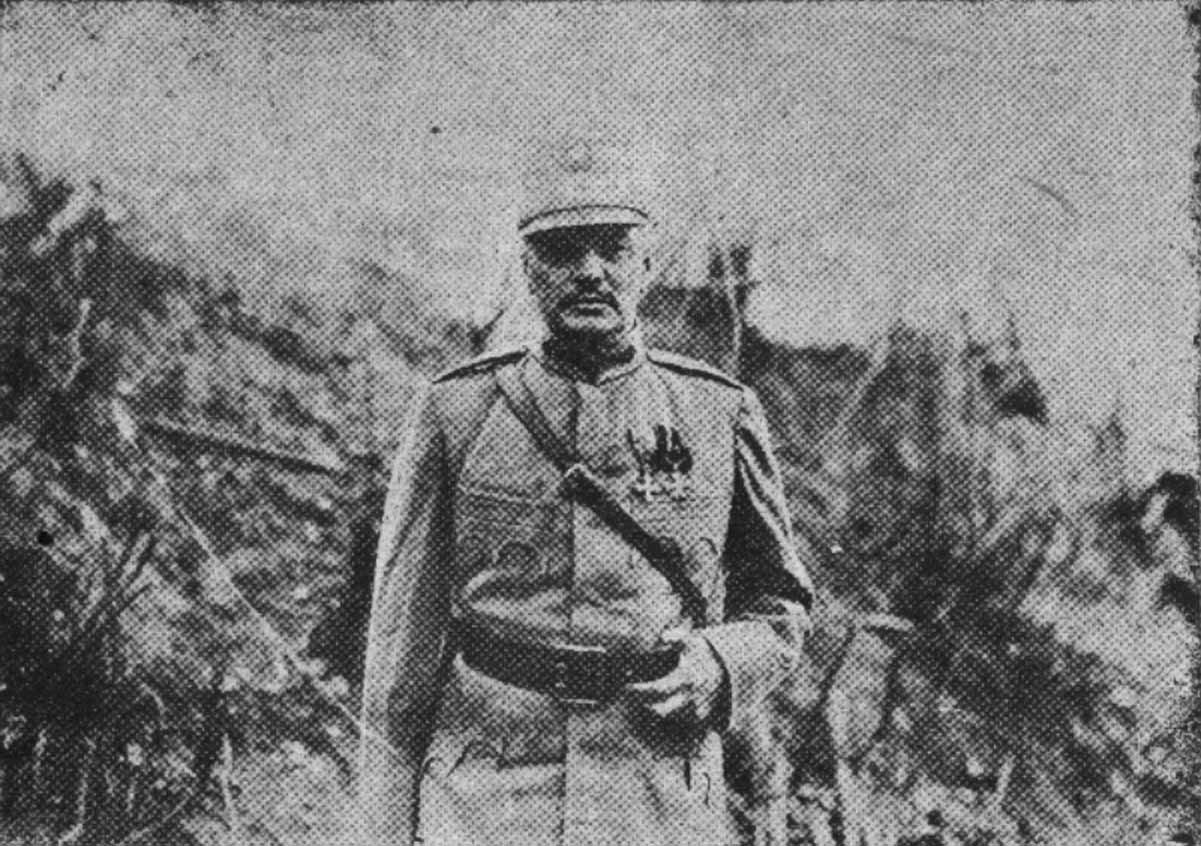
Ernest Broșteanu în 1918
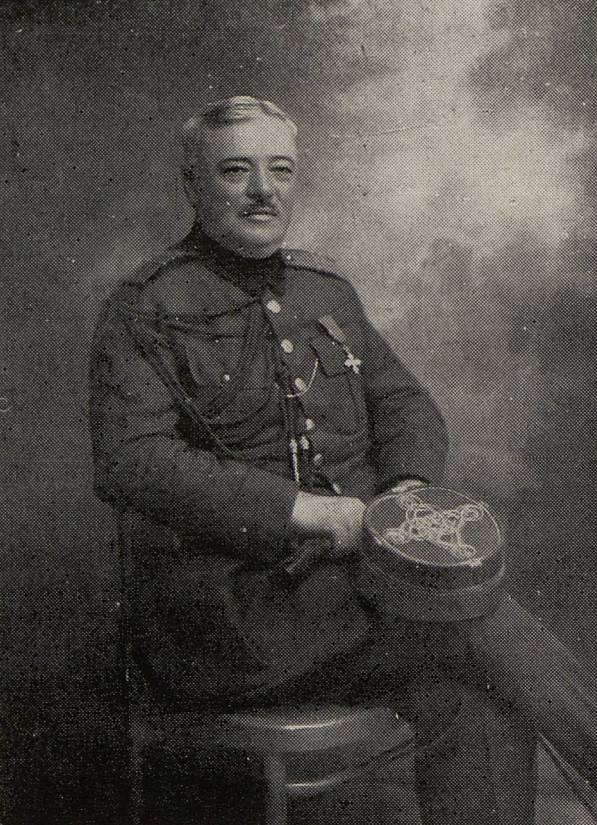
Ernest Broșteanu în 1929